# 保·托雷斯
保·法蘭西斯科·托雷斯（西班牙語：Pau Francisco Torres，1997年1月16日—）是一名西班牙足球運動員，司職中後衛，他現在效力於英超球會阿士東維拉，代表西班牙國家足球隊參加國際比賽。

## 俱樂部生涯

### 比利亞雷阿爾
托雷斯青年隊生涯在比利亞雷阿爾度過。2016年8月21日，他在維拉利爾足球會B隊的聯賽中首次亮相，在西班牙足球乙二级联赛客場1-0輸給科爾內拉的比賽中首發。
2021年3月11日，托雷斯在歐洲聯賽十六強賽對陣基輔迪納摩的比賽中踢進在歐足總歐洲聯賽的首球，幫助球隊以2-0獲勝。

### 阿士東維拉
2023年6月29日，托雷斯轉會至阿士東維拉，轉會費據報為3500萬鎊。
2023年10月8日，托雷斯在1-1對陣狼队平手的比賽中打進了第一個英超聯賽進球。

## 國家隊生涯
西班牙國家足球隊主教練羅伯特·莫雷諾於2019年10月4日首次邀請托雷斯入選西班牙成年國家隊，以參加對上挪威和瑞典的2020年歐洲國家盃外圍賽。
2019年11月15日，2020年歐洲國家盃外圍賽對上馬爾他的比賽，托雷斯替換塞尔希奥·拉莫斯上場，一分鐘後，踢進自己的第一個國際進球。隊友達尼·奧爾默在這場比賽中也取得了自己的第一個進球，這是30年來首次有兩位出身西班牙人青訓同時取得進球。
托雷斯被列入路易斯·恩里克的2020年歐洲國家盃24人大名單。他還入選了西班牙23歲以下國家足球隊大名單，參加2020年夏季奥林匹克运动会男子足球比赛。

## 個人生活
2023年6月23日，保·托雷斯與建築師兼模特保拉·巴蒂特在卡斯特利翁的萊多大教堂結婚。

## 生涯統計

### 國家隊進球
最後更新：2019年11月15日
| #  | 日期       | 比賽場地                      | 對手   | 比分 | 賽果 | 賽事                   |
| -- | ---------- | ----------------------------- | ------ | ---- | ---- | ---------------------- |
| 1. | 2019.11.15 | 西班牙加的斯拉蒙·德卡兰萨球场 | 馬爾他 | 3-0  | 7-0  | 2020年歐洲國家盃外圍賽 |

## 榮譽

### 球會
比利亞雷阿爾
- 欧足联欧洲联赛冠軍：2020–21賽季[10]

### 國家隊
西班牙U23
- 奧林匹克運動會足球比賽銀牌：2020年

### 個人
- 欧足联欧洲联赛賽季最佳陣容：2020–21賽季[11]

## 有趣紀錄
保·托雷斯在2021年5月26日至8月11日的兩個月半內，曾參與八場足球淘汰賽，全部都需要進入加時决勝： （页面存档备份，存于）
- 歐霸盃 决賽 勝 曼聯 (加時1:1，互射十二碼11:10)
- 歐洲國家盃
  - 十六強 勝 克羅地亞 (加時5:2)
  - 八強 勝 瑞士 (加時1:1，互射十二碼3:1)
  - 四強 負 意大利 (加時1:1，互射十二碼2:4)
- 東京奧運會
  - 八強 勝 科特迪瓦U23 (加時5:3)
  - 四強 勝 日本U23 (加時1:0)
  - 决賽 負 巴西U23 (加時1:2)
- 歐洲超級盃 負 車路士 (加時1:1，互射十二碼5:6)

## 外部連結
- Soccerway資料庫：保·托雷斯